# رزالیندا کاناوو
رزالیندا کاناوو (ایتالیایی: Rosalinda Cannavò؛ زادهٔ ۲۶ نوامبر ۱۹۹۲) بازیگر، خواننده و مدل اهل ایتالیا است. وی کار بازیگری را از سن ۱۶ سالگی و پس از نقل مکان به رم آغاز کرد.
از فیلم‌ها یا مجموعه‌های تلویزیونی که وی در آن‌ها نقش داشته است، می‌توان به گناه و شرم، زیبایی زنان، حریم شکسته، لورو و طعم تو اشاره نمود.